# Lakota (North Dakota)
Lakota ist eine Stadt im Nelson County in North Dakota und der Sitz der Countyverwaltung (County Seat). Lakota wurde 1883 gegründet, der Name der Stadt bezieht sich auf die Lakota. Um die Jahrhundertwende entwickelte sich Lakota, vor allem durch die Eisenbahn, zu einem Zentrum in der landwirtschaftlich geprägten Region. Nach dem Zensus 2020 lebten 683 Menschen in der Stadt.

## Geografie
Wie der Rest North Dakotas herrscht in Lakota ein Kontinentalklima. Lakotas niedrigste Durchschnittstemperatur beträgt −18 Grad Celsius, während die höchste Durchschnittstemperatur 26 Grad Celsius beträgt.
Lakota liegt 63 Meilen westlich von Grand Forks und 27 Meilen östlich von Devils Lake entfernt.

## Geschichte
Die Geschichte Lakotas ist eng mit der St. Paul, Minneapolis, and Manitoba Railway verbunden, die 1882 den heutigen Ort erreichte. Lakota wurde am 27. Juli 1883 gegründet. Die Bahngesellschaft warb Einwanderer an, die sich in den Orten und Homestead-Farmen entlang der Strecke niederlassen sollten, wo sie dann auf die Eisenbahn angewiesen waren.
Mit der Bahnstation und als Verwaltungssitz des Countys entwickelte sich Lakota zu Beginn des 20. Jahrhunderts zu einem regionalen Zentrum. Die Unternehmen, die sich in der Stadt ansiedelten, bedienten vor allem die Bedürfnisse der bäuerlichen Bevölkerung. Allein im April 1900 sollen pro Tag drei bis vier neue Familien in Lakota angekommen sein. Die Zugezogenen kamen vor allem aus den östlichen Regionen der USA und aus Kanada, aber auch aus Skandinavien und Deutschland. 1901 gab es in der Stadt zwei Banken und Zeitungen, eine Schule und fünf Getreidespeicher. 1901/02 baute die Dakota and Great Northern Railway von Lakota aus eine Nebenbahn nach Edmore, später wurde sie nach Sarles verlängert. 1907 wurde sie von der inzwischen in Great Northern Railway umbenannten Bahngesellschaft übernommen. In Lakota gab es ein kleines Bahnbetriebswerk für die Lokomotiven der Nebenbahn.
1924 wurde der heutige U.S. Highway 2 durch Lakota gebaut. Im Rahmen der öffentlichen Bauprogramme des New Deal wurde der Highway, der vorher nur geschottert war, asphaltiert. Außerdem wurde so ab 1934 in Lakota ein erster Flughafen gebaut.

## Politik
Der Stadtrat von Lakota besteht aus sechs Mitgliedern, Bürgermeister ist Brad Hooey (Stand 2020).

## Infrastruktur

### Öffentliche Einrichtungen
In Lakota gibt es ein öffentliches Freibad, einen Stadtpark, ein Gemeinschaftszentrum, eine öffentliche Bücherei, eine Grundschule und eine High School. Dazu kommen die Einrichtungen des Countys. Das Gebäude der Bücherei (Tofthagen Library Museum von 1927) und eine Kirche im Ort sind im National Register of Historic Places eingetragen.

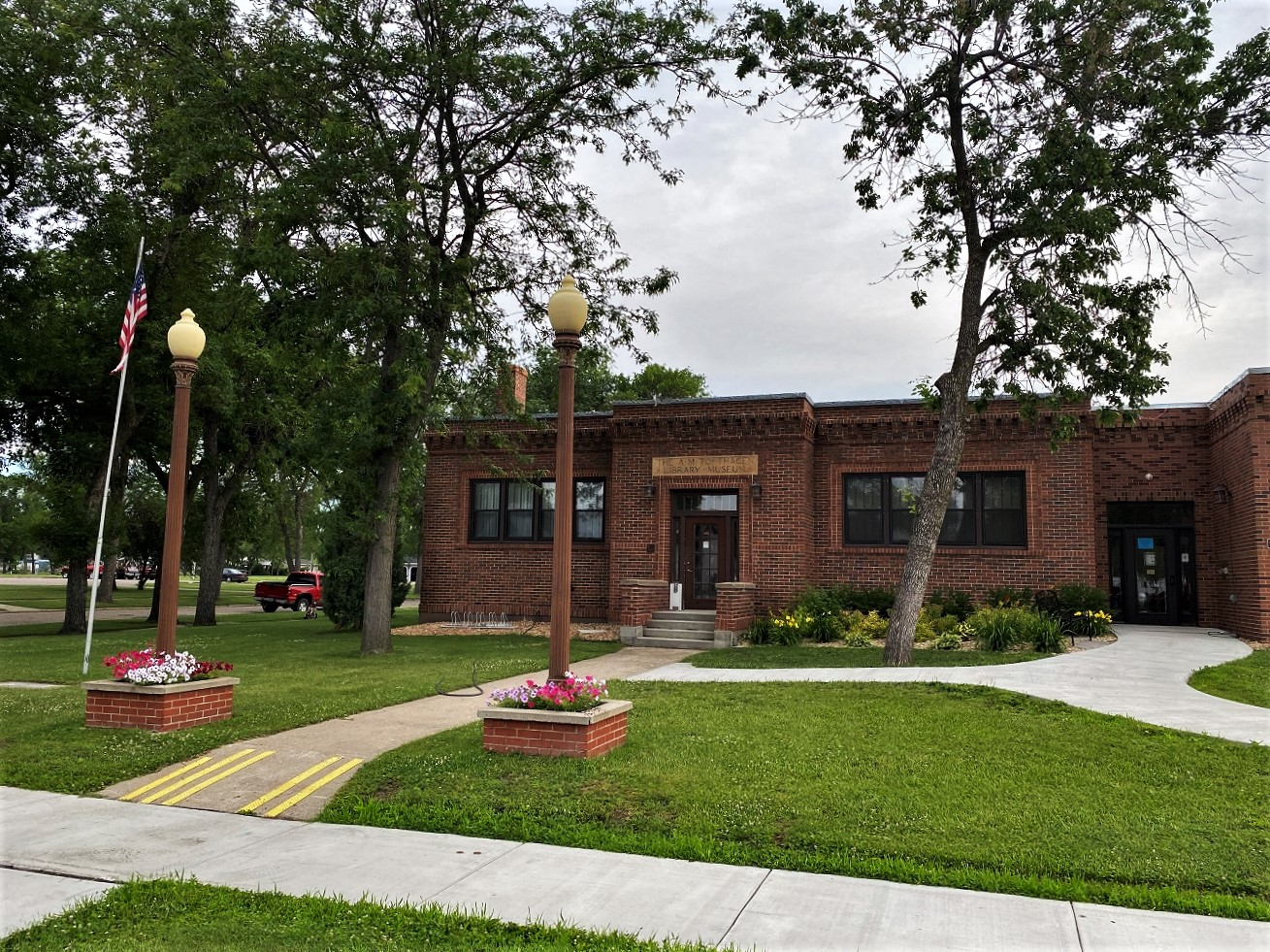
Historischer Teil des Tofthagen Library Museums, 2020
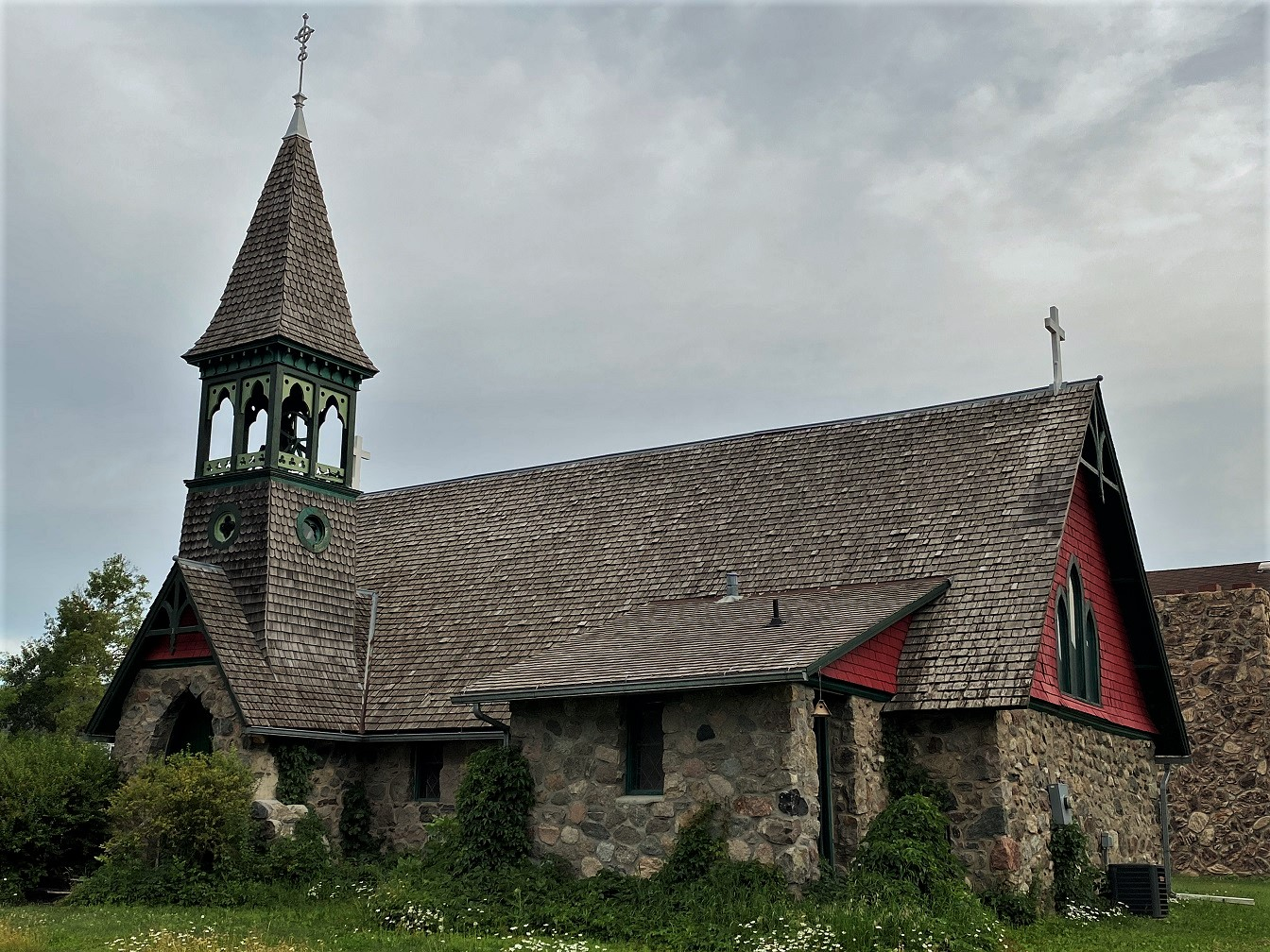
NRHP-Objekt Episcopal Church of The Good Shepherd, 2020

### Verkehr
Am Südrand Lakotas verläuft der U.S. Highway 2 in Ost-West-Richtung. Er kreuzt den North Dakota Highway 1 im Osten der Stadt.
Der Bahnhof der BNSF wird nur noch vom Güterverkehr benutzt.
Im Südosten der Stadt liegt der Lakota Municipal Airport.